# Sasso Papale
Il Sasso Papale, noto anche con il nome di Pietra Papale o Pietra del Vescovo, era un masso erratico di oltre millecinquecento metri cubi di granito, del tipo rosa di Baveno. Questa roccia è stata definitivamente tagliata nel 1961 .

## Storia
Il "Sasso Papale" si trovava in Piemonte a circa 800 m s.l.m. sulle pendici del Mottarone, nel territorio del comune di Gignese, presso la località Alpino.
Era chiamato con il nome di "Sasso Papale" in onore di un'antica leggenda che voleva San Pietro essersi fermato ad ammirare questa roccia dalle enormi dimensioni, mentre peregrinava sulle pendici del Mottarone.
Il “Sasso Papale”, prima di essere definitivamente tagliato nel 1961, rappresentava un magnifico esempio di masso erratico e un'importante testimonianza del periodo glaciale. Proprio per questo, ha da sempre suscitato l'interesse di diversi geologi, scienziati ed accademici, tra i quali gli italiani Carlo Fabrizio Parona, Federico Sacco, Roberto Malaroda (tutti e tre professori presso l'Università di Torino) e il britannico Philip Lutley Sclater.
Nel corso della sua storia il “Sasso Papale” è stato più volte descritto e fotografato non solo dagli studiosi ma anche da turisti, escursionisti, alpinisti e raffigurato da alcuni artisti, tra i quali: Filippo Carcano (La pietra papale sulla strada del Mottarone, 1875) e Leonardo Bazzaro (La Pietra Papale, 1879).
Originariamente di proprietà del comune di Gignese, successivamente il “Sasso Papale” è stato venduto dallo stesso per essere spaccato. In piena Belle Époque, infatti, visto l'importante impulso residenziale e di villeggiatura della zona, gli stimati millecinquecento metri cubi di granito si sono man mano ridotti di dimensioni considerato e il valore commerciale della roccia e il conseguente utilizzo in ambito edilizio. Visto l’importante flusso turistico tra la fine dell'Ottocento e gli inizi del Novecento, nel 1928 nei pressi del “Sasso Papale” è stata costruita la Chiesa della Madonna della Neve.
In seguito, nel 1929, l'area in cui nasceva il masso è stata sottoposta a vincolo ambientale – per mezzo della “Dichiarazione Ministeriale di notevole interesse pubblico del masso erratico denominato Sasso papale” (DM 10/10/1929) – in quanto zona da salvaguardare visto l'interesse e l'importanza geologica-scientifica e turistica.
Dopo l'abolizione del suddetto vincolo, nel 1961 il “Sasso Papale” è stato definitivamente tagliato a pezzi per essere usato come materiale da costruzione; ciò anche in vista di un possibile pericolo di cedimento del masso, con conseguente deviazione del corso del torrente adiacente, evidenziato dall’Ufficio del Genio civile di Novara e, poi, confermato con sopralluogo geologico nel 1959.

### Altre leggende
Intorno al “Sasso Papale”, oltre la leggendaria sosta di San Pietro, esisteva un altro racconto secondo il quale, un giorno, il diavolo colpì il masso con una cornata facendolo così precipitare dalla cima del Mottarone fino a Gignese. A testimonianza di questo avvenimento vi sarebbe stata sulla pietra una profonda cavità causata, appunto, dal colpo ricevuto dal corno.

## Geografia
Oggi “Sasso Papale” è una frazione facente parte del comune di Gignese. Questa località sorge a 756 m slm e si colloca poco distante dal luogo in cui un tempo sorgeva l'omonimo masso erratico che, appunto, ha dato il nome alla frazione.